# Tumbes (stad)
Tumbes is een stad in de gelijknamige provincie en de gelijknamige regio van Peru. 
De stad is gelegen aan de rivier Tumbes, vlak bij de grens met Ecuador. In 2015 telde de stad Tumbes 112.000 inwoners.
In Tumbes kwam de veroveraar Francisco Pizarro voor het eerst in contact met de Inca's.

## Transport
Tumbes is gelegen aan de Pan-Amerikaanse weg, die van Noord- tot Zuid-Amerika loopt. Op 16 kilometer van de stad ligt het nationale vliegveld Capitán FAP Pedro Canga Rodríguez. 

## Bestuurlijke indeling
Deze stad (ciudad) bestaat uit slechts één district en is dus identiek met:
- het district Tumbes (hoofdplaats van de provincie)

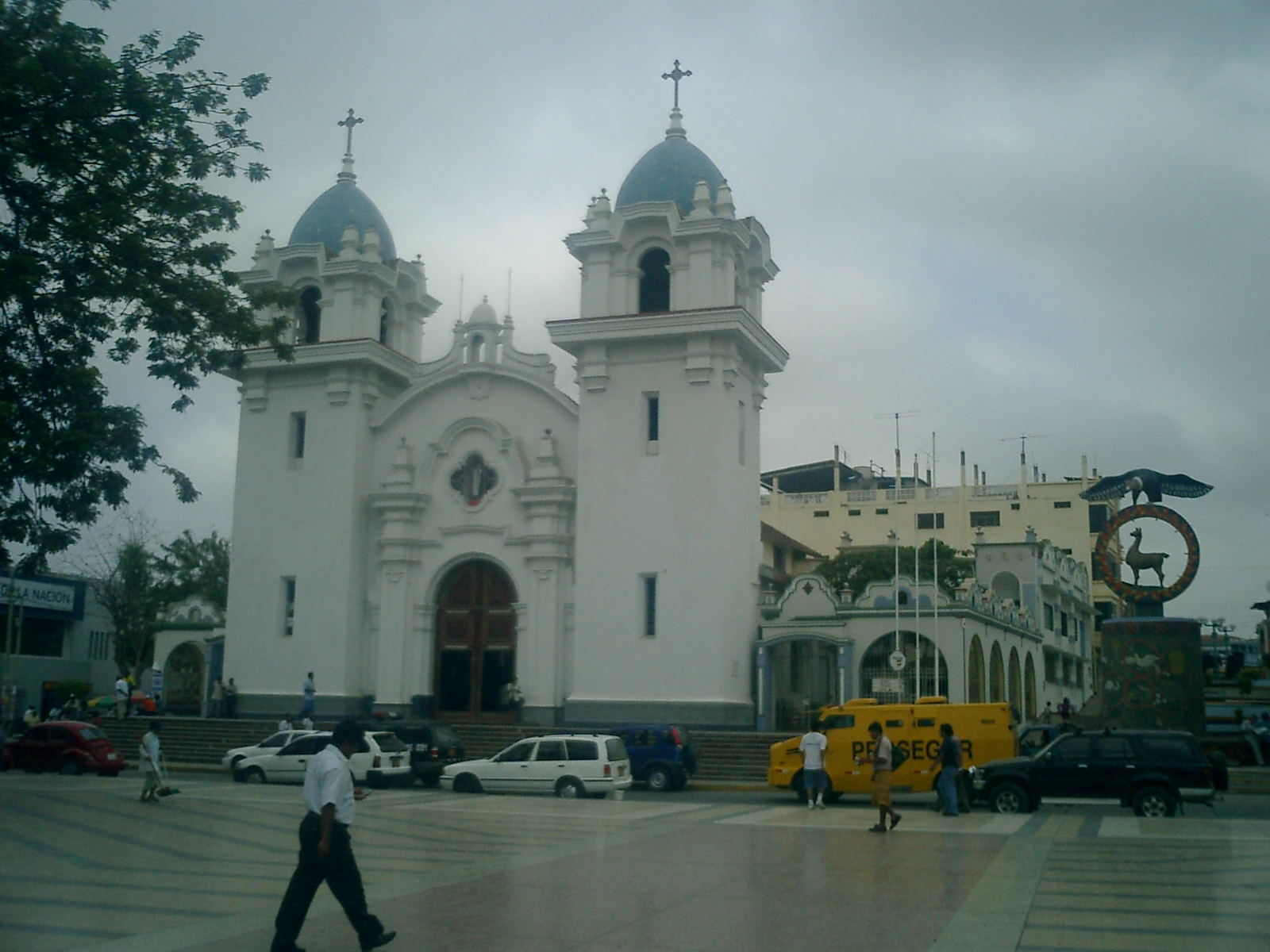
Kathedraal

Arequipa · Ayacucho · Cajamarca · Chiclayo · Chimbote · Chincha Alta · Cuzco · Huancayo · Huánuco · Huaraz · Ica · Iquitos · Juliaca · Lima · Pisco · Piura · Pucallpa · Puno · Sullana · Tacna · Tarapoto · Trujillo · Tumbes